# Eix
Eix település Franciaországban, Meuse megyében. Lakosainak száma 262 fő (2022. január 1.). Eix Abaucourt-Hautecourt, Damloup, Fleury-devant-Douaumont, Moranville, Moulainville és Verdun községekkel határos.

## Népesség
A település népességének változása:
| Lakosok száma | 146  | 169  | 222  | 246  | 257  | 256  | 249  | 256  | 259  | 262  |
|               | 1968 | 1982 | 1990 | 2006 | 2013 | 2015 | 2017 | 2019 | 2020 | 2022 |